# Murat Duruer
Murat Duruer (* 15. Januar 1988 in Gerede) ist ein türkischer Fußballspieler.

## Karriere

### Verein
Duruer gehört seit der Saison 2004/05 zum Kader von MKE Ankaragücü. Sein Debüt gab er am 28. Mai 2005 gegen Çaykur Rizespor.
Da sein Verein in der Saison wegen finanzieller Engpässe sämtlich Spieler freistellen musste, wechselte Murat Duruer zum Stadtrivalen Gençlerbirliği Ankara. Zum letzten Tag der Sommertransferperiode 2012 wechselte er zum Ligakonkurrenten Medical Park Antalyaspor. Bei Antalyaspor etablierte er sich besonders in der Saison 2013/14 zum Leistungsträger und erhielt als Konsequenz eine Nominierung für die türkische A-Nationalmannschaft.
Nachdem er mit Antalyaspor den Klassenerhalt verfehlt hatte, wechselte er im Sommer 2014 zum Erstligisten Çaykur Rizespor.
Im Sommer 2016 wurde sein noch bis zum Sommer 2018 gültiger Vertrag vorzeitig aufgelöst und wechselte am letzten Tag der Transferperiode zum Ligarivalen Kayserispor. Im Sommer 2017 kehrte er zu seinem ehemaligen Verein Gençlerbirliği zurück und spielte für ihn eine Saison lang.
Nachdem Gençlerbirliği den Klassenerhalt verhehlt hatte, verließ Duruer die Hauptstädter und wechselte zum Zweitligisten Adana Demirspor. Für diesen Verein absolvierte er zwei Ligaspiele und verließ ihn noch innerhalb der Sommertransferperiode Richtung Ligarivale İstanbulspor.

## Nationalmannschaft
Murat Duruer fing früh an, für die türkischen Juniorennationalmannschaften aufzulaufen. Er durchlief über die Jahre die meisten Juniorennationalmannschaften. 2005 gelang ihm mit der türkischen U-17 der Pokalsieg bei der U-17-Fußball-Europameisterschaft 2005. Im gleichen Jahr belegte er mit der türkischen U-17 bei der U-17-Fußball-Weltmeisterschaft 2005 den Vierten Platz.
Nachdem er bei seinem Verein über mehrere Wochen zu überzeugen wusste, wurde er im März 2014 im Rahmen eines Testspiels vom Nationaltrainer Fatih Terim zum ersten Mal in seiner Karriere in das Aufgebot der türkischen Nationalmannschaft nominiert. Er gab während dieser Nominierung gegen die schwedische Nationalmannschaft sein Länderspieldebüt.